# Andrejus Zadneprovskis
Andrejus Zadneprovskis (Kaliningrad, Rusland, 31 augustus 1974) is een Litouws moderne vijfkamper die zilver won op de Olympische Zomerspelen 2004. Vier jaar later won hij op de Olympische Zomerspelen 2008 de bronzen medaille.
Zadneprovskis is Europees kampioen (2001) en tweevoudig wereldkampioen (2000, 2004) op de moderne vijfkamp, en won nog drie andere medailles op EK en WK.

## Palmares
- 1997:  WK Sofia
- 2000:  WK Pesaro
- 2000: 7e Olympische Spelen Sydney
- 2001:  EK Sofia
- 2002:  EK Ústí nad Labem
- 2004:  WK Moskou
- 2004:  Olympische Spelen Athene
- 2006: 16e EK Boedapest
- 2006:  WK Guatemala-Stad
- 2008:  Olympische Spelen Peking

- Virtual International Authority File: 9142154260453624480006